# 星野元
星野 元（ほしの げん、1941年6月9日 - 2023年5月12日）は、日本の経営者。新潟日報社社長を務めた。

## 経歴
新潟県出身。1964年に早稲田大学教育学部を卒業し、同年に新潟日報社に入社。1998年に取締役に就任し、常務を経て、2003年1月には社長に就任。2008年3月に相談役に就任。
2013年11月 旭日中綬章受章。
2013年12月から2021年12月まで、学校法人新潟平成学院理事長。
2023年5月12日間質性肺炎のために死去。81歳没。